# گووستری
گووستری (به انگلیسی: Goostrey) یک روستا و محله مدنی در بریتانیا است که در چشر شرقی واقع شده‌است. گووستری ۲٬۲۰۱ نفر جمعیت دارد.